# Carne de vacuno

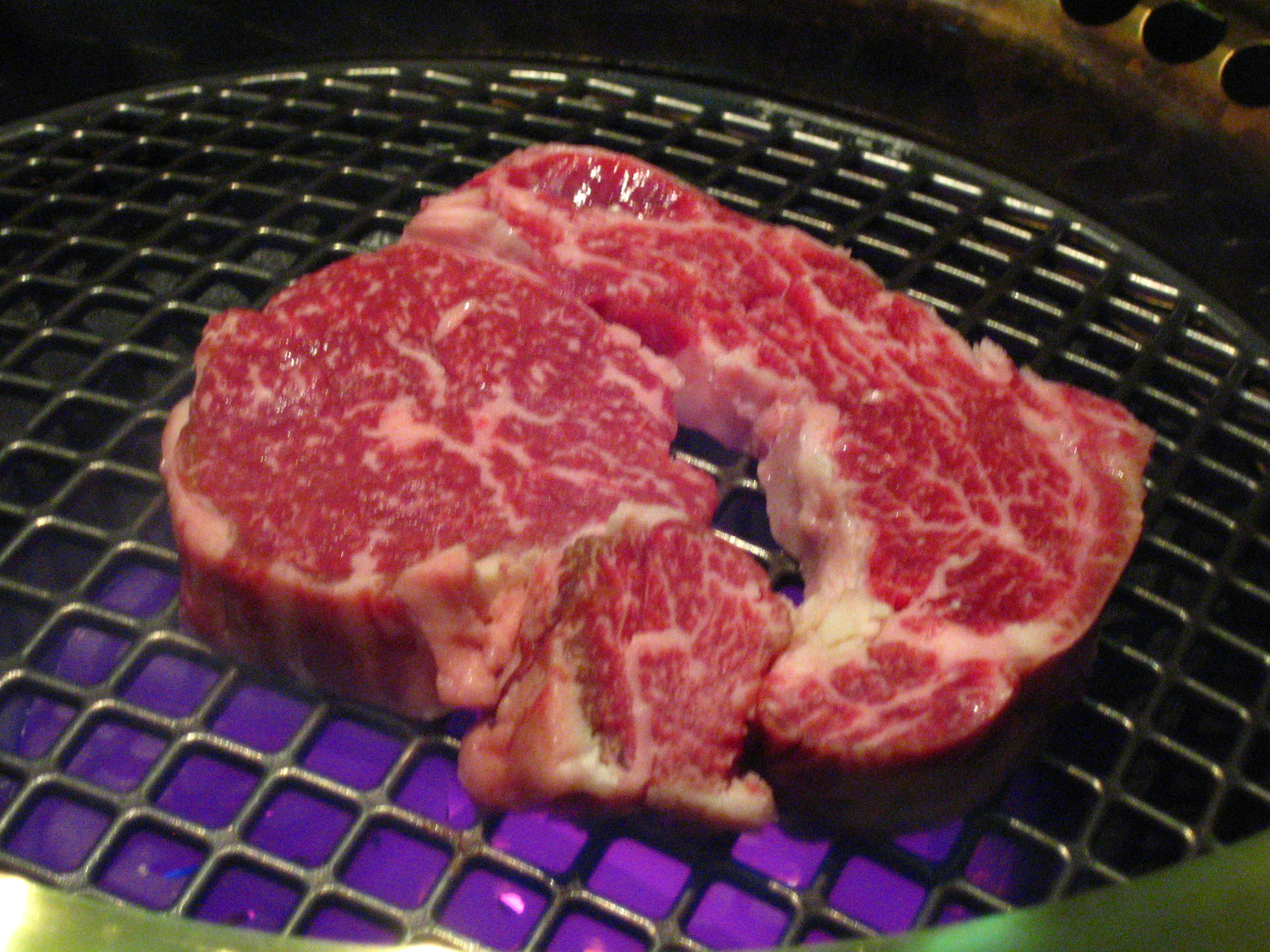
Pieza de carne de vacuno coreana. Se puede ver el entrevetado de grasa entre la fibra, característica de algunas razas.

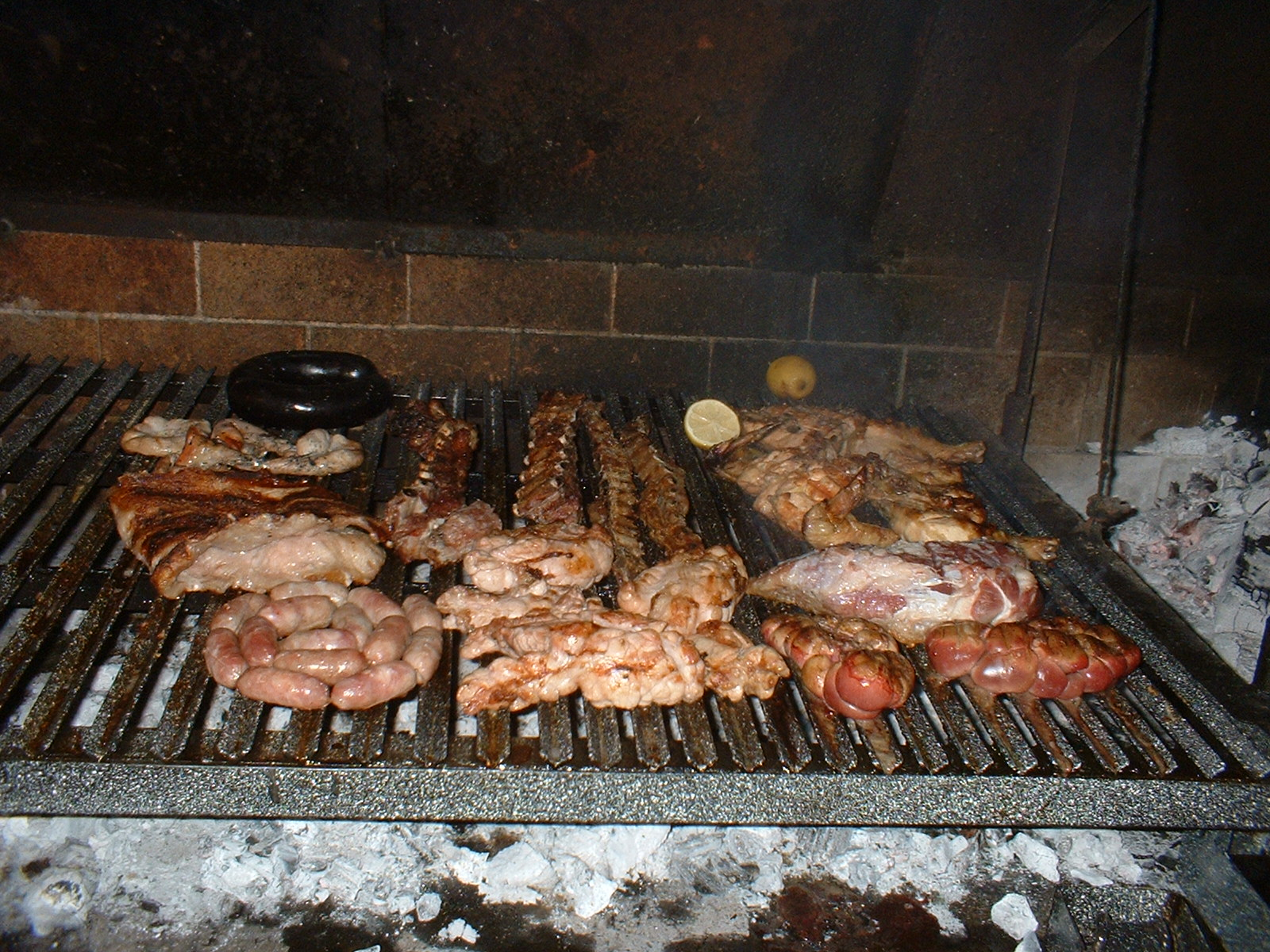
Parrillada uruguaya —carne de res, de cerdo, costillas de res, costillas de cerdo, chinchulines, mollejas, chorizo, morcilla, pollo, riñones—.

La carne de vacuno, carne vacuna, carne de res o carne de buey es la carne obtenida de res, también denominado ganado vacuno o bovino (Bos taurus).

## Aspectos generales
Una de las primeras razas domésticas que pudieron abastecer al hombre de sus necesidades cárnicas pudo haber sido el uro (Bos primigenius) que se extendió a lo largo de Eurasia. En el siglo XVII, algunos ganaderos de Europa empezaron a seleccionar diversas razas bovinas para mejorar ciertas cualidades como su leche, la capacidad y resistencia ante el trabajo agrícola, la calidad de la carne, etc. De esta forma existen hoy en día razas como la francesa Charolesa y Limousin, la italiana Chianina (de tamaño inmenso), las inglesas de Hereford y Shorthorn o las del norte de España, la Rubia gallega y la Asturiana de los Valles. En Estados Unidos existen razas autóctonas que proporcionan una carne con sebo entrevetado (en inglés se denomina 'marbling') y que suelen proceder de animales sacrificados a la edad de 15 a 24 meses, este tipo de carne es considerada de buena calidad por el consumidor medio estadounidense. En Japón existen razas como la wagyu de carne entrevetada (de la región de Kōbe), algunas de estas carnes se cortan en finos filetes de 1,5 a 2 mm y se elaboran platos como el sukiyaki y el shabu shabu.
Carne de ternera: carne de las vacas o bueyes de entre 8 y 12 meses de edad, con características similares a la anterior, tierna, sabor delicado pero algo más pronunciado, todavía contiene mucha agua y por lo tanto poca grasa.
En cuanto a la conservación, para que la carne sea buena tiene que estar fresca y apretada, con bastante grasa blanca. El color de la carne depende de la mioglobina, de manera que en condiciones normales el color de la carne tiene que ser rojo púrpura. Si el animal es de mayor edad, el color será más oscuro.
En ocasiones, al poner en contacto dos superficies de corte se aprecia que la carne toma un color castaño oscuro, pero esto no afecta la calidad de la carne.
El color de la grasa indica la edad del animal. Así, si es blanca, quiere decir que la carne pertenece a una res joven, y, si es amarillenta, a un animal de mayor edad.
Respecto a la conservación, la carne de ternera puede permanecer en el frigorífico hasta 14 días. Además, es mejor consumirla después de un tiempo de reposo. Normalmente, cuando se compra la carne ya ha tenido dicho periodo de reposo.

## Producción mundial
Según datos proporcionados por el Departamento de Agricultura de los Estados Unidos, la producción mundial de carne de vacuno se ha mantenido estable en el quinquenio 2010-2014 con valores entre 58 y 59 millones de toneladas métricas.
Se redondearon las cifras a dos decimales para la facilidad de lectura y se calculó el peso del animal faenado, es decir descontando el peso de la piel, cabeza y órganos internos.
| Producción (en millones de toneladas métricas) | 2010  | 2011  | 2012  | 2013  | 2014  |
| ---------------------------------------------- | ----- | ----- | ----- | ----- | ----- |
| Carne de vacuno                                | 58,49 | 58,15 | 58,51 | 59,51 | 59,01 |

| Principales productores de carne vacuna (2018) (toneladas) | Principales productores de carne vacuna (2018) (toneladas) |
| ---------------------------------------------------------- | ---------------------------------------------------------- |
| Estados Unidos                                             | 12.219.203                                                 |
| Brasil                                                     | 9.900.000                                                  |
| China                                                      | 5.796.540                                                  |
| Argentina                                                  | 3.066.000                                                  |
| Australia                                                  | 2.219.103                                                  |
| México                                                     | 1.980.846                                                  |
| Rusia                                                      | 1.608.136                                                  |
| Francia                                                    | 1.436.358                                                  |
| Canadá                                                     | 1.231.352                                                  |
| Alemania                                                   | 1.123.452                                                  |
| Turquía                                                    | 1.003.859                                                  |
| Sudáfrica                                                  | 1.003.214                                                  |
| Pakistán                                                   | 985.000                                                    |
| India                                                      | 947.873                                                    |
| Uzbekistán                                                 | 922.364                                                    |
| Reino Unido                                                | 922.000                                                    |
| Colombia                                                   | 885.929                                                    |
| Italia                                                     | 786.890                                                    |
| Nueva Zelanda                                              | 676.530                                                    |
| España                                                     | 669.008                                                    |
| Kenia                                                      | 652.010                                                    |
| Irlanda                                                    | 638.238                                                    |
| Polonia                                                    | 595.100                                                    |
| Uruguay                                                    | 589.732                                                    |
| Total mundial                                              | 67.353.900                                                 |

## Consumo
La carne de vacuno es la tercera más consumida en el mundo, ya que representa alrededor del 25% de la producción de carne en todo el mundo, después de la de cerdo y la de las aves de corral, con un 38% y un 30% respectivamente.

### Valor nutricional
Valores calculados para carne picada con 15% de grasa, asada
Valor nutricional por 100 g (3.5 oz)
| Energía           | 1,047 kJ (250 kcal) |
| Carbohidratos     | 0 g                 |
| * Almidón         | 0 g                 |
| * Fibra dietética | 0 g                 |
| Grasa             | 15 g                |
| * Saturada        | 5.887 g             |
| * Monoinsaturada  | 6.662 g             |
| * Poliinsaturada  | 0.485 g             |
| Proteína          | 26 g                |

| Vitaminas        | Cantidad | % de la Recomendación nutricional en USA |
| ---------------- | -------- | ---------------------------------------- |
| Tiamina (B1)     | 0.046 mg | 4%                                       |
| Riboflavina (B2) | 0.176 mg | 15%                                      |
| Niacina (B3)     | 5.378 mg | 36%                                      |
| Vitamina B6      | 0.383 mg | 29%                                      |
| Folato (B9)      | 9 μg     | 2%                                       |
| Vitamina B12     | 2.64 μg  | 110%                                     |
| Colina           | 82.4 mg  | 17%                                      |
| Vitamina D       | 7 IU     | 1%                                       |
| Vitamina E       | 0.45 mg  | 3%                                       |
| Vitamina K       | 1.2 μg   | 1%                                       |

| Minerales | Cantidad | % de la Recomendación nutricional en USA |
| --------- | -------- | ---------------------------------------- |
| Calcio    | 18 mg    | 2%                                       |
| Cobre     | 0.85 mg  | 43%                                      |
| Hierro    | 2.6 mg   | 20%                                      |
| Magnesio  | 21 mg    | 6%                                       |
| Manganeso | 0.012 mg | 1%                                       |
| Fósforo   | 198 mg   | 28%                                      |
| Potasio   | 318 mg   | 7%                                       |
| Selenio   | 21.6 μg  | 31%                                      |
| Sodio     | 72 mg    | 5%                                       |
| Zinc      | 6.31 mg  | 66%                                      |

| Otros constituyentes | Cantidad |
| -------------------- | -------- |
| Agua                 | 58 g     |

Unidades
μg = microgramos • mg = miligramos
IU = Unidades Internacionales (International units)
Los porcentajes son aproximados y se han utilizado las recomendaciones nutricionales de los Estados Unidos para adultos para cada una de las vitaminas y minerales listados.
Fuente:
La carne de vacuno es una fuente de proteína completa y es una fuente rica (20% o más del valor diario, DV) de niacina, vitamina B12, hierro y zinc. La carne roja es la fuente dietética más importante de carnitina y, como cualquier otra carne (cerdo, pescado, ternera, cordero, etc.), es una fuente de creatina. La creatina se convierte en creatinina durante la cocción.

### Impacto en la salud

#### Cáncer
Se sabe que el consumo de carne roja, y especialmente de carne roja procesada, aumenta el riesgo de cáncer de intestino y de algunos otros tipos de cáncer.

#### Enfermedad coronaria
Un metaanálisis de 2010 encontró que la carne roja procesada (y toda la carne procesada) estaba correlacionada con un mayor riesgo de enfermedad coronaria, aunque basándose en los estudios que separaban ambas, este metaanálisis encontró que la ingesta de carne roja no estaba asociada con una mayor incidencia de enfermedad coronaria. A partir de 2020, hay pruebas sustanciales de una relación entre el alto consumo de carne roja y la enfermedad coronaria.

#### Dioxinas
Algunas reses criadas en Estados Unidos se alimentan de pastos fertilizados con lodos de depuradora. Las dioxinas pueden estar presentes en la carne de este ganado

#### Retiradas a causa de contaminación con Escherichia coli en EE.UU.
La carne de vacuno picada ha sido objeto de retiradas en los Estados Unidos, debido a la contaminación por Escherichia coli (E. coli):
- Enero de 2011, One Great Burger amplía la retirada del mercado.[20]
- Febrero de 2011, American Food Service, un establecimiento de Pico Rivera, California, retira aproximadamente 1.440 kg (3.170 lb) de hamburguesas frescas de carne molida y otros paquetes a granel de productos de carne molida que pueden estar contaminados con E. coli O157:H7.[21]
- Marzo de 2011, 6.400 kg (14.000 lb) de carne de vacuno retirados por Creekstone Farms Premium Beef debido a la preocupación por la E. coli.[22]
- Abril de 2011, National Beef Packaging retiró más de 27.000 kg (60.000 lb) de carne de vacuno picada debido a la contaminación por E. coli.[23]
- Mayo de 2011, Irish Hills Meat Company of Michigan, un establecimiento de Tipton, Míchigan, retira aproximadamente 410 kg (900 lb) de productos de carne picada que pueden estar contaminados con E. coli O157:H7.[24]
- Septiembre de 2011, Tyson Fresh Meats retiró 59.500 kg (131.100 lb) de carne picada de vacuno debido a la contaminación por E. coli.[25]
- Diciembre de 2011, Tyson Fresh Meats retiró 18.000 kg (40.000 lb) de carne de vacuno molida debido a la contaminación por E. coli.[26]
- Enero de 2012, los supermercados Hannaford retiraron toda la carne picada con fecha de caducidad del 17 de diciembre de 2011 o anterior.[27]
- Septiembre de 2012, XL Foods retiró más de 1800 productos que se cree que están contaminados con E. coli 0157:H7. Los productos retirados fueron producidos en la planta de la empresa en Brooks, Alberta, Canadá; esta fue la mayor retirada de productos de este tipo en la historia de Canadá.[28][29]

#### Enfermedad de las vacas locas
En 1984, el uso de harinas de carne y huesos en la alimentación del ganado dio lugar al primer brote de encefalopatía espongiforme bovina (EEB o, coloquialmente, enfermedad de las vacas locas) en el Reino Unido.
Desde entonces, otros países han tenido brotes de EEB:
- En mayo de 2003, tras descubrirse una vaca con EEB en Alberta (Canadá), se cerró la frontera estadounidense al ganado canadiense vivo, pero se reabrió a principios de 2005.[31]
- En junio de 2005, el Dr. John Clifford, jefe veterinario del servicio de inspección de salud animal del Departamento de Agricultura de Estados Unidos, confirmó un caso de EEB totalmente doméstico en Texas. Clifford no quiso identificar el rancho, por considerarlo "información privilegiada".[32] El animal, de 12 años de edad, estaba vivo en el momento en que Oprah Winfrey planteó su preocupación por las prácticas de alimentación caníbal en su programa,[33] emitido el 16 de abril de 1996.

Hasta 2007, inclusive, se declararon 336.799 reses enfermas de EEB en la Unión Europea y 516 más en el resto del mundo. Hasta junio de 2010 se diagnosticaron 220 pacientes humanos afectados por la nueva variante de la Enfermedad de Creutzfeldt-Jakob, 217 casos primarios y 3 secundarios (por una transfusión de sangre). En 2010, la  Autoridad Europea de Seguridad Alimentaria (EFSA) de la Unión Europea, propuso una hoja de ruta para levantar gradualmente las restricciones de la prohibición de alimentación de harinas de productos animales a animales. En 2013, la prohibición de alimentar al ganado con productos basados en mamíferos, se modificó para permitir el uso de ciertos tipos de leche, pescado, huevos y productos de animales de granja alimentados con plantas en la alimentación de rumiantes  evitando la diseminación del agente de la EEB.